# Jacob Devers
Jacob Loucks Devers (ps. Jake, ur. 8 września 1887 w Yorku, w stanie Pensylwania, zm. 15 października 1979 w Waszyngtonie) – amerykański generał z okresu II wojny światowej, dowódca 6 Grupy Armii.

## Życiorys

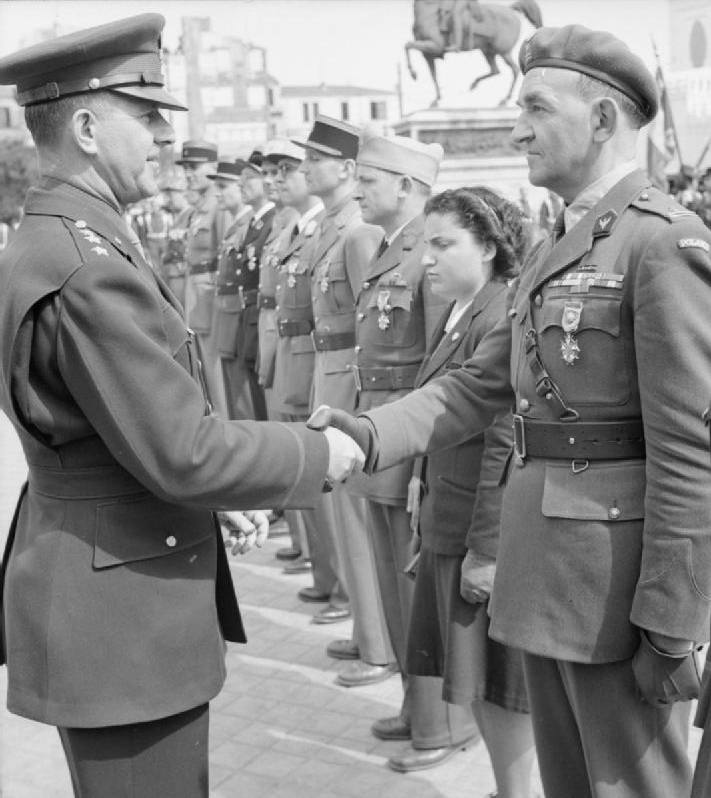
Generał Jacob Devers ściska rękę majora Mieczysława Słowikowskiego z Agencji Afryka

Urodził się 8 września 1887 r. w York, w Pensylwanii. Ukończył Akademię Wojskową West Point z 39 lokatą w swym roczniku. Od 15 listopada 1940 r. do 15 sierpnia 1941 r. był dowódcą 9. Dywizji Piechoty stacjonującej w Północnej Karolinie. Następne został wysłany do Fort Knox. Jego załoga przeżywała wtedy rozkwit, siła wojsk wzrosła z dwóch do 16 dywizji pancernych i 63 samodzielnych batalionów czołgów.
Po wybuchu II wojny światowej został na krótko skierowany do Panamy. W maju 1943 został naczelnym dowódcą sił alianckich w Europie. W lipcu 1944 otrzymał wreszcie długo oczekiwane dowództwo jednostki frontowej – 6. Grupy Armii. Z tą jednostką, składającą się z Amerykanów i Francuzów, wyzwolił i obronił Alzację, a w kwietniu 1945 r. przekroczył Ren. 8 marca 1945 r. awansował na czterogwiazdkowego generała. 6 maja przyjął kapitulację wojsk niemieckich w Austrii.
Zmarł 15 października 1979 r. w Waszyngtonie. Został pochowany na Cmentarzu Narodowym w Arlington w stanie Wirginia.